# Nagy pele
A nagy pele (Glis glis vagy más néven Myoxus glis) a pelefélék családjának (Gliridae) legnagyobb képviselője, testmérete kétszer akkora, mint a mogyorós peléé. Európában szinte mindenhol előfordulhat 2000 méteres tengerszint feletti magasságig. Főleg növényevő és viszonylag hosszú, hét hónapos téli álmot alszik. Ebből ered német neve, a Siebenschläfer, és ennek tükörfordítása a magyar „hétalvó” kifejezés.

## Előfordulása

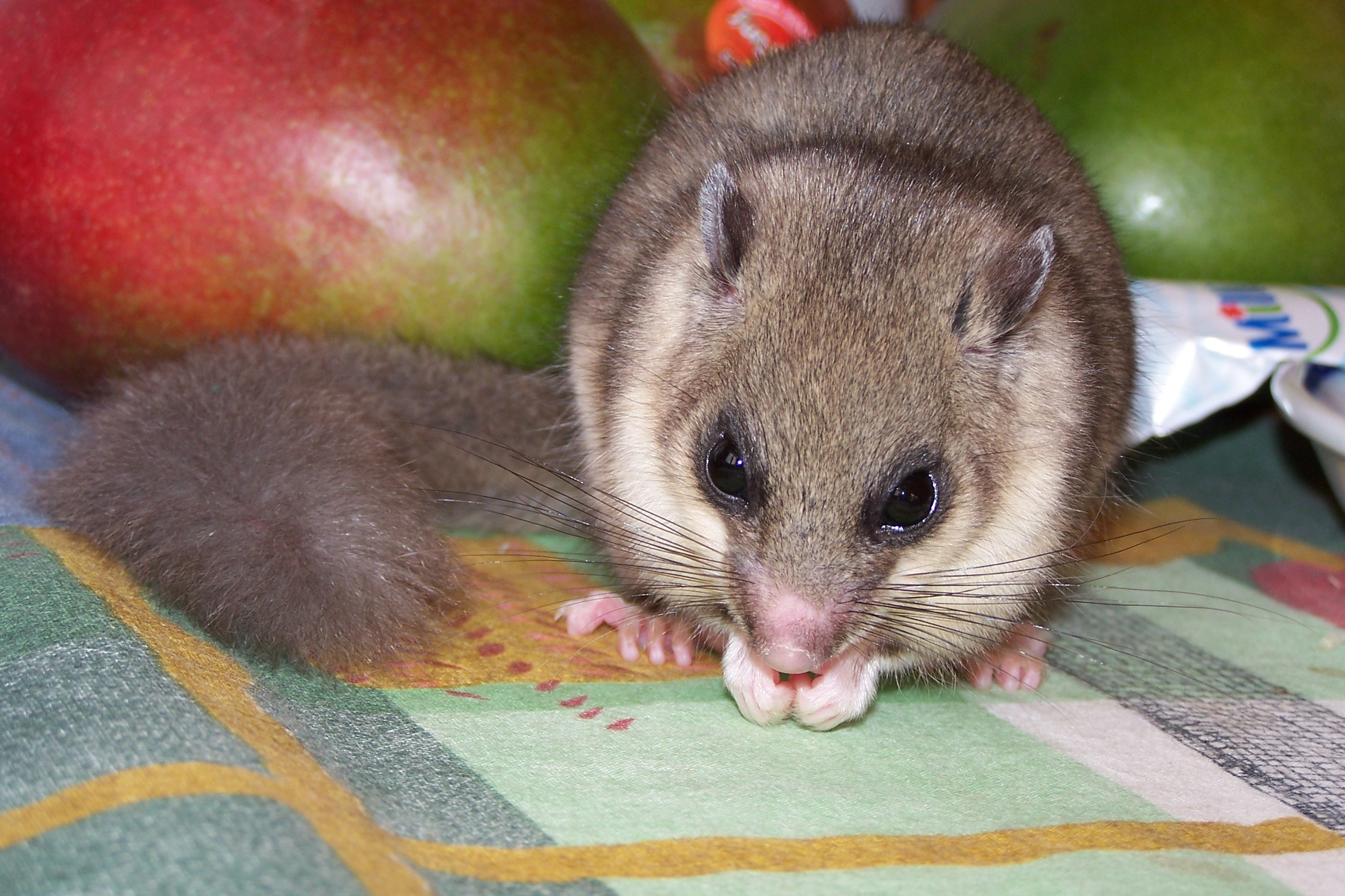
A nagy pele ősszel bemerészkedik a házakba és megdézsmálja az almákat

A nagy pele Európában mindenütt megtalálható. Magyarországon a Dunántúlon és az Északi-középhegységben általánosan elterjedt. Előfordul parkokban, ligetekben, gyümölcsösökben és kertekben egészen 2000 méteres tengerszint feletti magasságig. 
A sűrű erdőket kedveli, ahol a lombok között bujkál, nincs szüksége a sűrű fű védelmére. Gyakori emberi lakóhelyek közelében. A sziklás biotópokról teljesen hiányzik.
A nagy pele által elfoglalt élettér 100–200 m átmérőjű. Sűrűsége változatos a biotóp működésétől függően, de ahol megtelepszik, ott a középérték 0,2-0,4 felnőtt egyed / hektár körüli. A nagy pele eredeti élőhelyén 1 km-re szétszóródik.

## Megjelenése
Szőrének színe szürkétől a szürkésbarnáig terjed, hátgerincén sötétebb sávval. Teste alul fehéres. Szőrzete a szemek körül kicsit sötétebb. Szemei feketék és kidülledőek. Feje ovális kerek fülekkel. Farka szürke és sűrű, tömött bundájú.
Teljes testhossza 23–37 cm, farka 10–17 cm. Testtömege általában 70 és 200 gramm között mozog.

## Életmódja

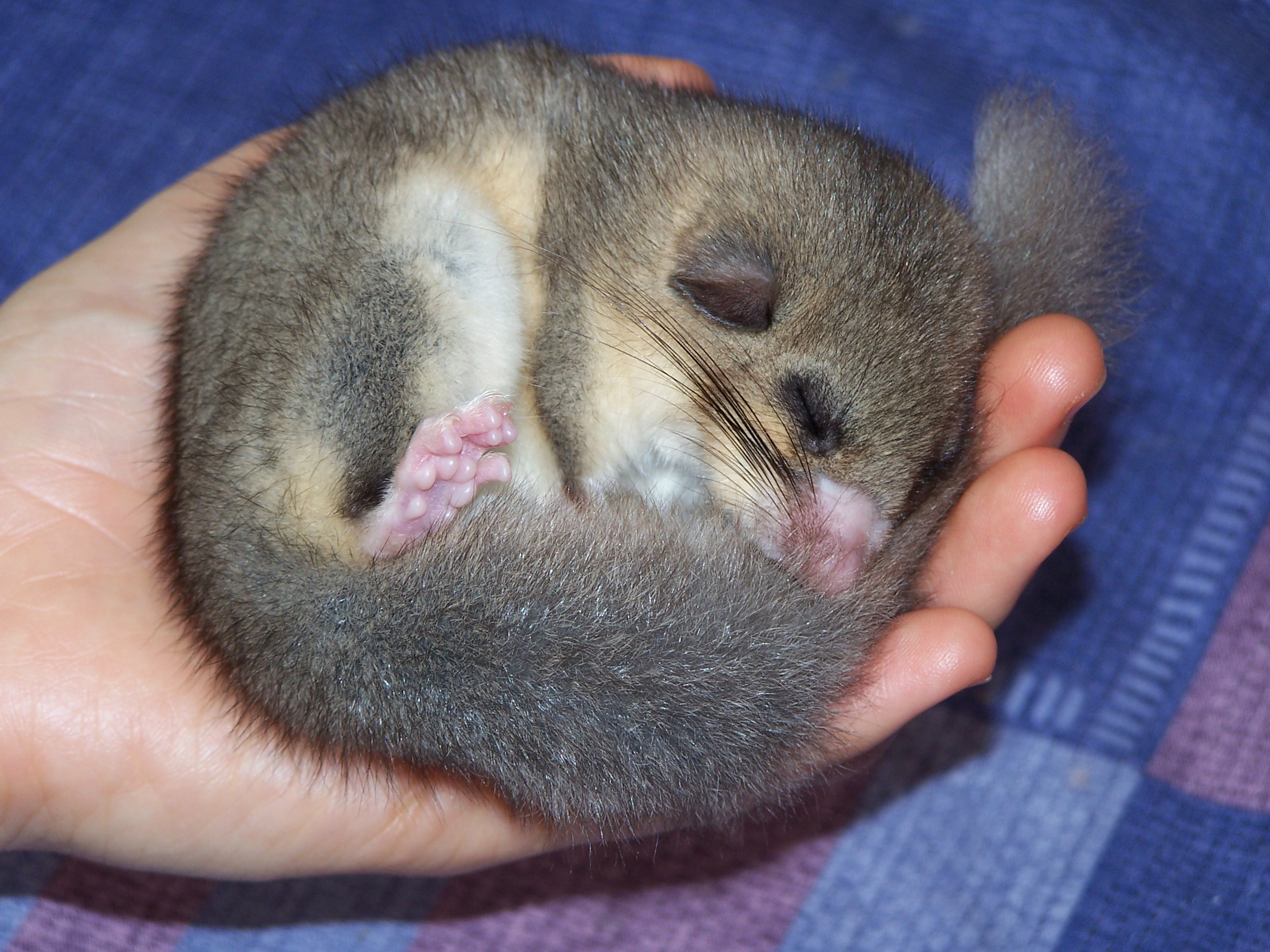
Téli álom közben

Nyáron mohából és rostokból készíti fészkét nagy magasságokban lévő faodúban, falmélyedésben vagy föld alatti mélyedésben (60 cm-es mélységig). Hasznosítani tudja a madárfészket is. Találtak már 5 egyedet is egyetlen fészekben. Alkonyatkor és éjszaka aktív.
A pele téli álmot alszik októbertől áprilisig, vagyis nagyjából 7 hónapig. (Németül a Siebenschläfer nevet kapta, ami tükörfordításban “hétalvót” jelent. Innen a kifejezés.)

### Táplálkozása
Étrendjének mennyisége és minősége az évszakok szerint változik. A téli hibernáció időtartama alatt például egyáltalán nem táplálkozik. Élelme összetevői gyümölcsök, fakéreg, hajtások, mogyoró, gesztenye, bükkmakk, gombák stb. Alkalmilag kisebb zsákmányállatokat is elfogyaszt, gerincteleneket és gerinceseket egyaránt. Régebbi források szerint a nagy pele fészekrabló, több videó is készült róla. A pele ősszel elkezd készülődni a téli álomra, és felhalmozza a zsírját. Ilyenkor a házakba is bemerészkedik.

### Társas élete
A pele társas állat, laza csoportokba szerveződik, melynek felépítése még nem ismert. Egyszer egy tető alatt 69 egyedet találtak.

## Szaporodása
A szaporodás időszaka júniustól augusztusig tart. A vemhesség 30-32 napja után a nőstény egyszer egy évben 2-9 kicsit fial, akik csupaszon és vakon születnek és 7 hétig szopnak. A nősténynek 12-20 csecsbimbója van.
Amikor veszély fenyeget, a nőstény a nyakuk bőrénél fogva átszállítja a fiatalokat egy másik fészekbe.

## Általa okozott károk
A nagy pele nagyon jól alkalmazkodott az emberhez, ezért gyakran alszik téli álmot lakások padlásain. Ezzel együtt viszont jelentős károkat okoz, mivel a fészek készítéséhez számtalan anyagot felhasznál és így számos dolgot tesz tönkre. Többször okoztak már ilyen beköltöző pelék lakástüzeket, mert lerágták az elektromos vezetékek szigetélését. 2023 augusztusában egy hertfordshire-i város Angliában internet nélkül maradt, mert a pelék tönkretették a szélesszávú kábeleket.
Nagy számban a pele a gyümölcsösökben is hatalmas károkat tud okozni.

## A pele hasznosítása

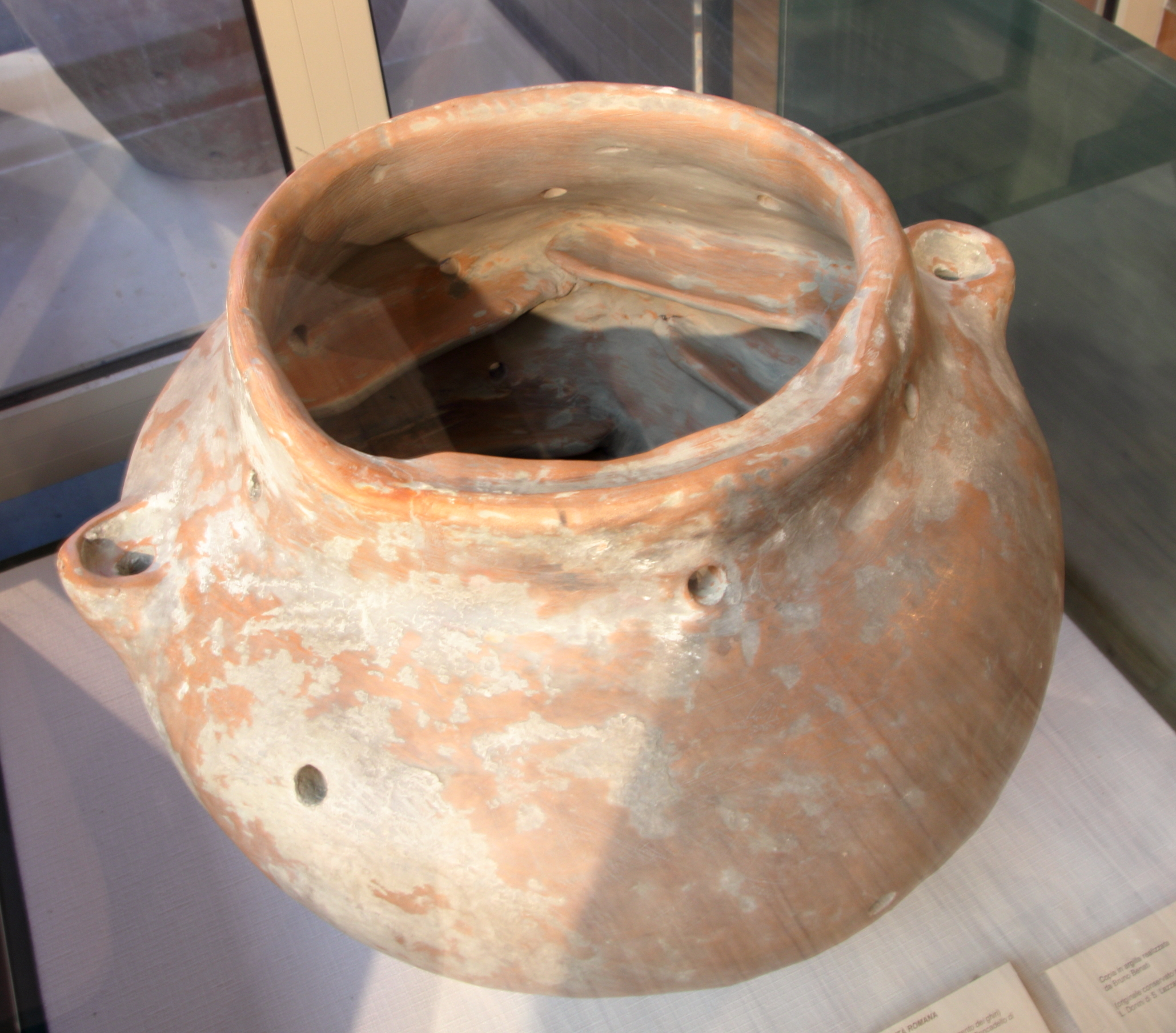
Ókori római peleketrec, a gliarium.

A pelét húsáért már a gallok, etruszkok és rómaiak is vadászták, sőt néha tenyésztették terrakottából készült, földbe ágyazott hörcsögketrecekhez hasonló edényekben (gliariumokban). A rómaiak a vadon élő peléket is befogták, jellemzően ősszel, mert a télre készülődő kis állatok ilyenkor a legtöbb zsírt halmozták fel és ekkor voltak a legkövérebbek.
A fogságban tartott peléket dióval, makkal és gesztenyével hizlalták. Elkészítésének gyakori módja volt a mézben történő megmártogatása, amelyet különféle aromákkal ízesíthettek és adhattak hozzá sertéshúst valamint fenyőmagot.

## A pelézés

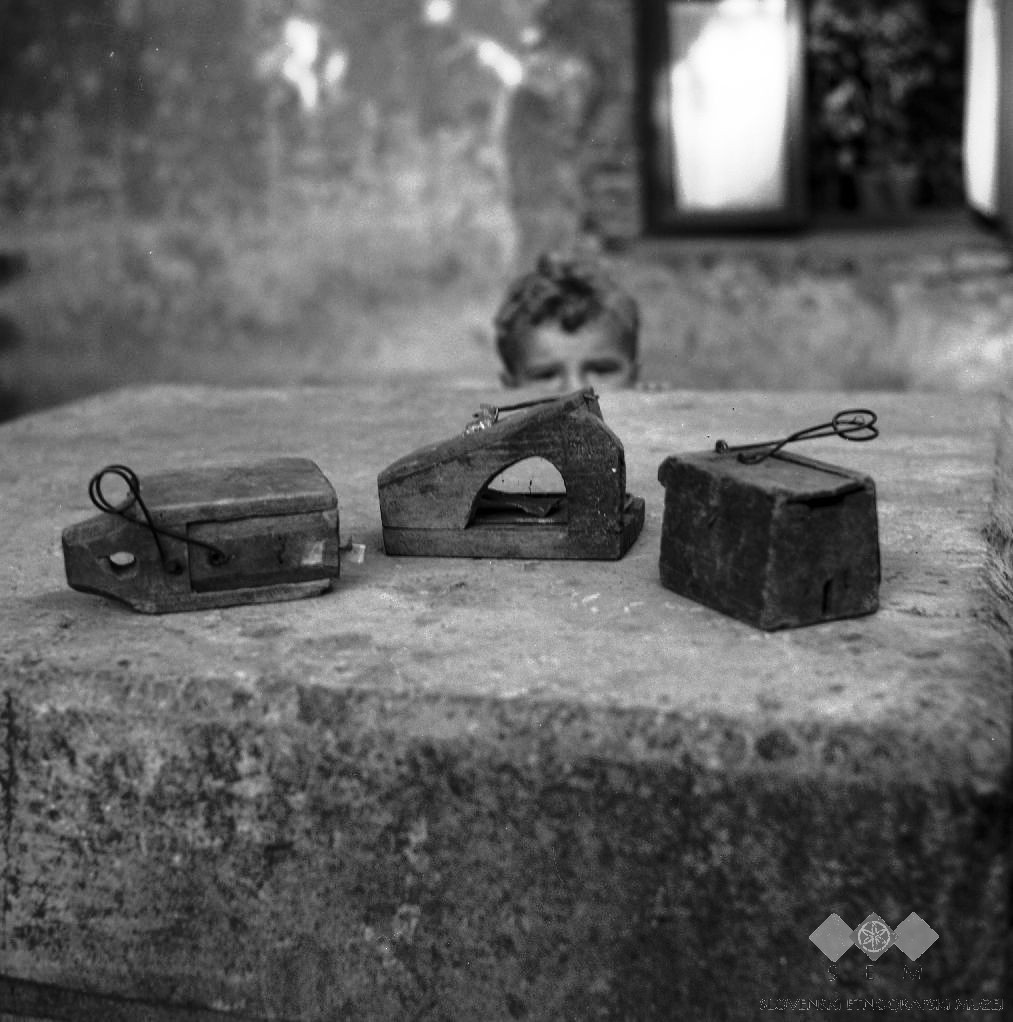
Dél-Szlovéniában használt pelecsapdák.

Szlovéniában és Horvátországban még mindig fogyasztják a pelehúst. Szlovéniában főleg különlegességnek számít és nagy hagyománya van a csapdázásos elfogásának, az ún. pelézés-nek (szlovénül: polhanje). A szlovének többféle módszert találtak ki az elejtésre, s a 17. században a prémjükre vadászó szlovén földművesek egy fából készült csapdát fejlesztettek ki. Csaléteknek többféle dolgot használtak a gyümölcsöktől a pálinkába áztatott szalonnáig. A szegény szlovén és horvát parasztság szívesen fogyasztotta saját ínyencség gyanánt a pelehúst, ami jó fehérjekiegészítő volt. Szőrméje is éppúgy fontos volt (évente akár 300-400 pelét ejtettek el), zsírjából pedig kenőcsöt készítettek, amely kiváló volt a kisbabák bőrének ápolására, a száraz bőr és haj kezelésére, szemölcsökre, stb.

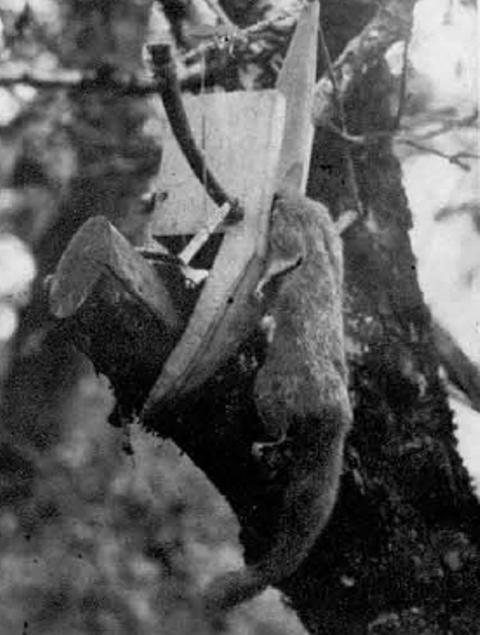
Pelecsapda Dél-Szlovéniában (1926)
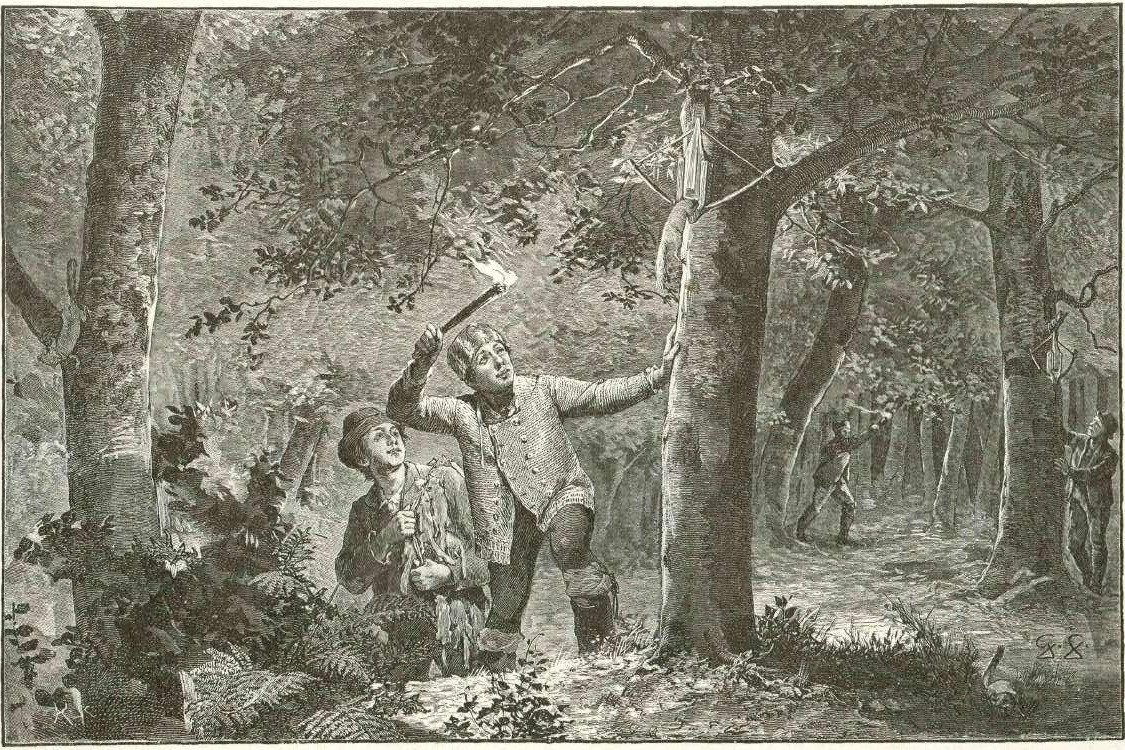
1890-ben keletkezett rajz pelézőkről Alsó-Krajnában (ma Dél-Szlovénia)
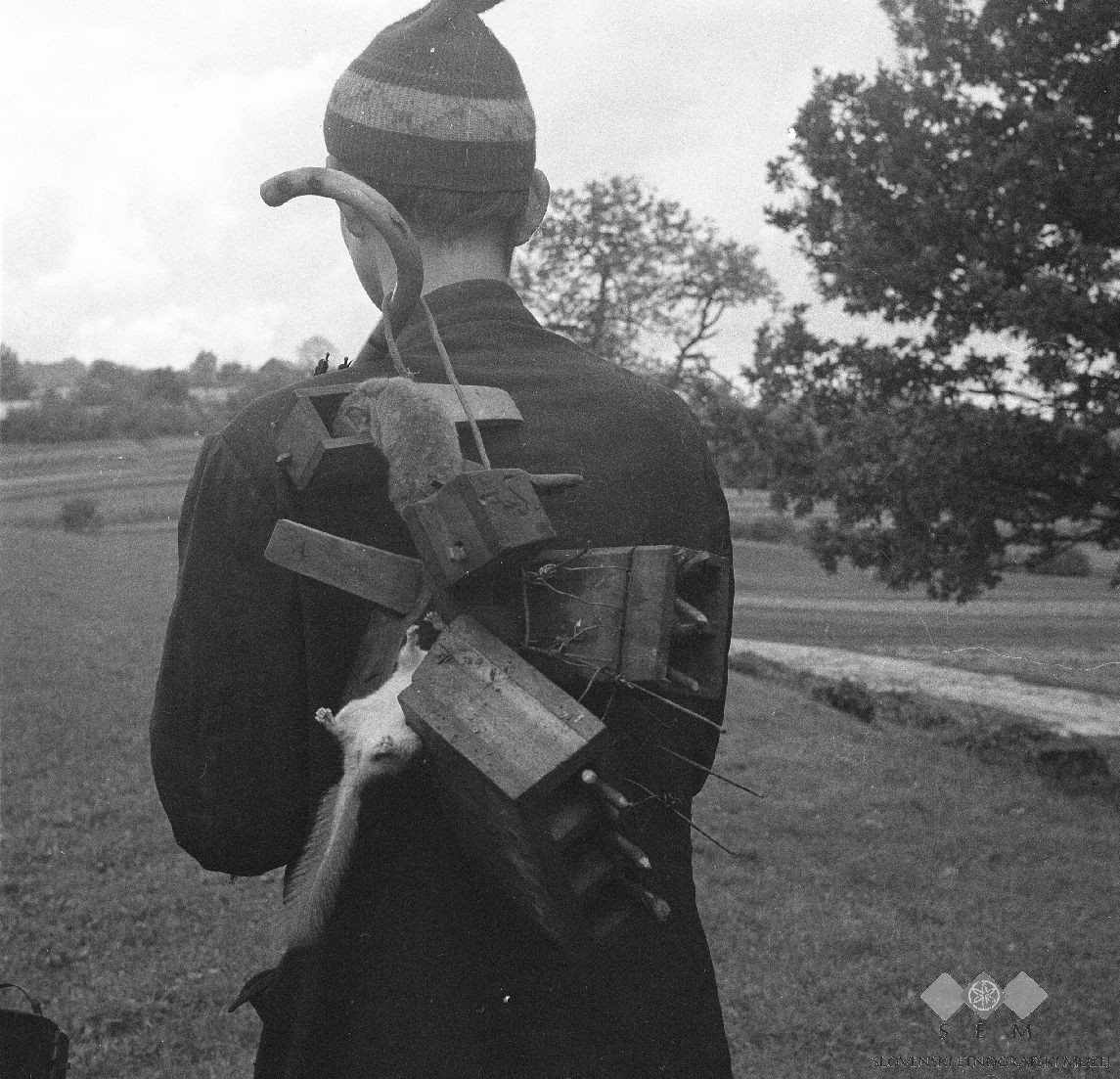
Szlovén peléző (szlovénül: polhar) zsákmányaival 1964-ben

## Képgaléria

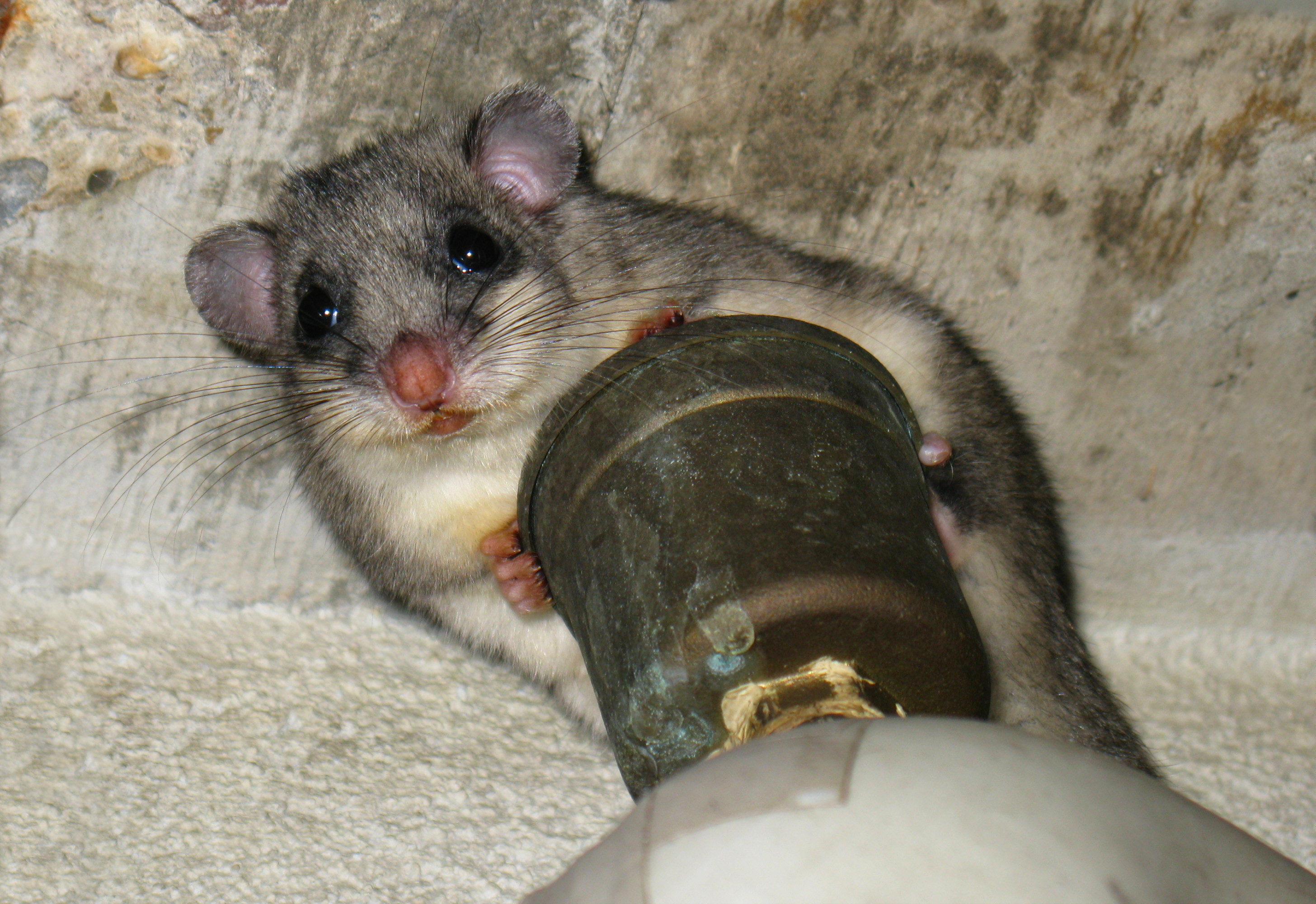
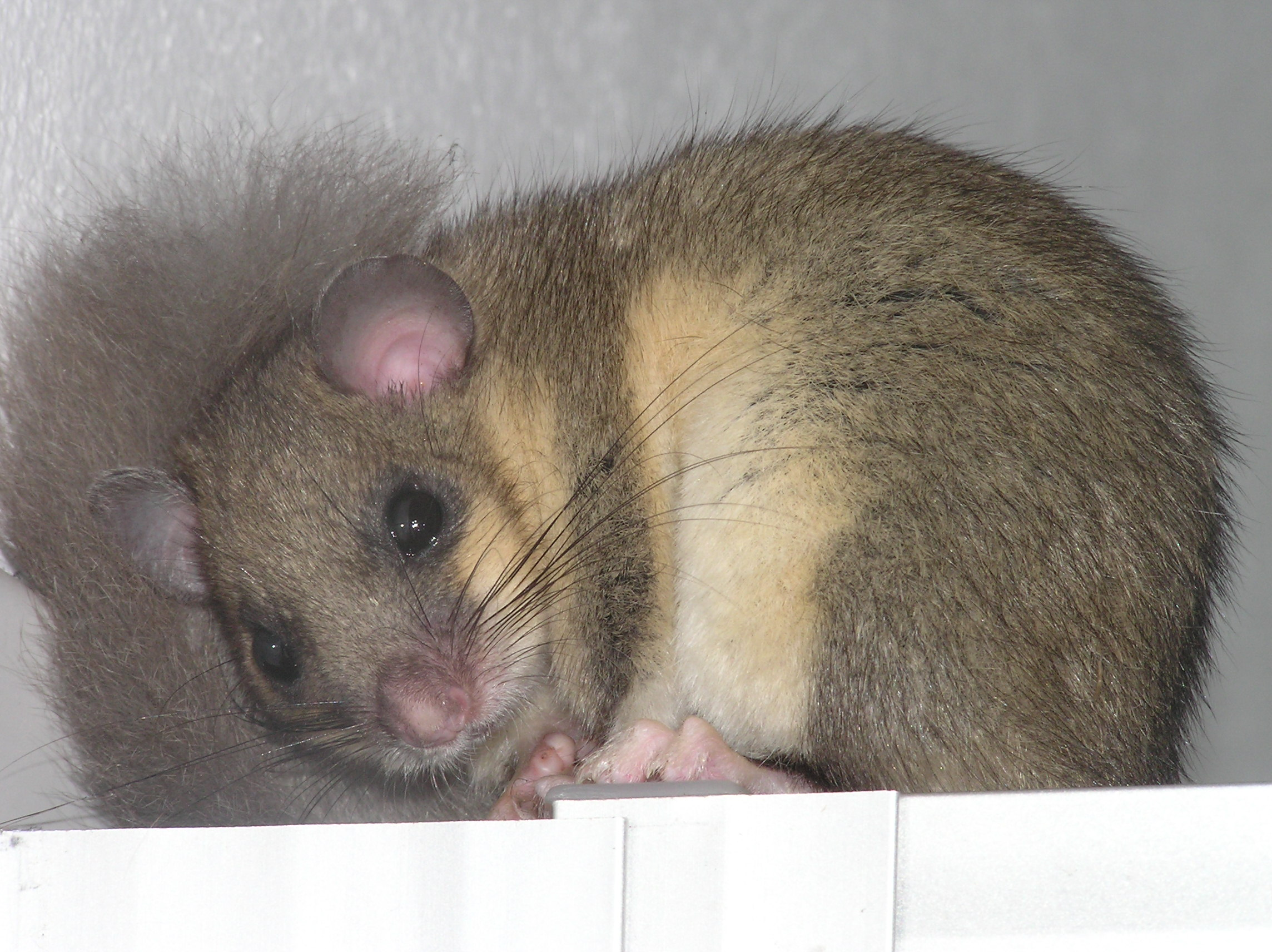
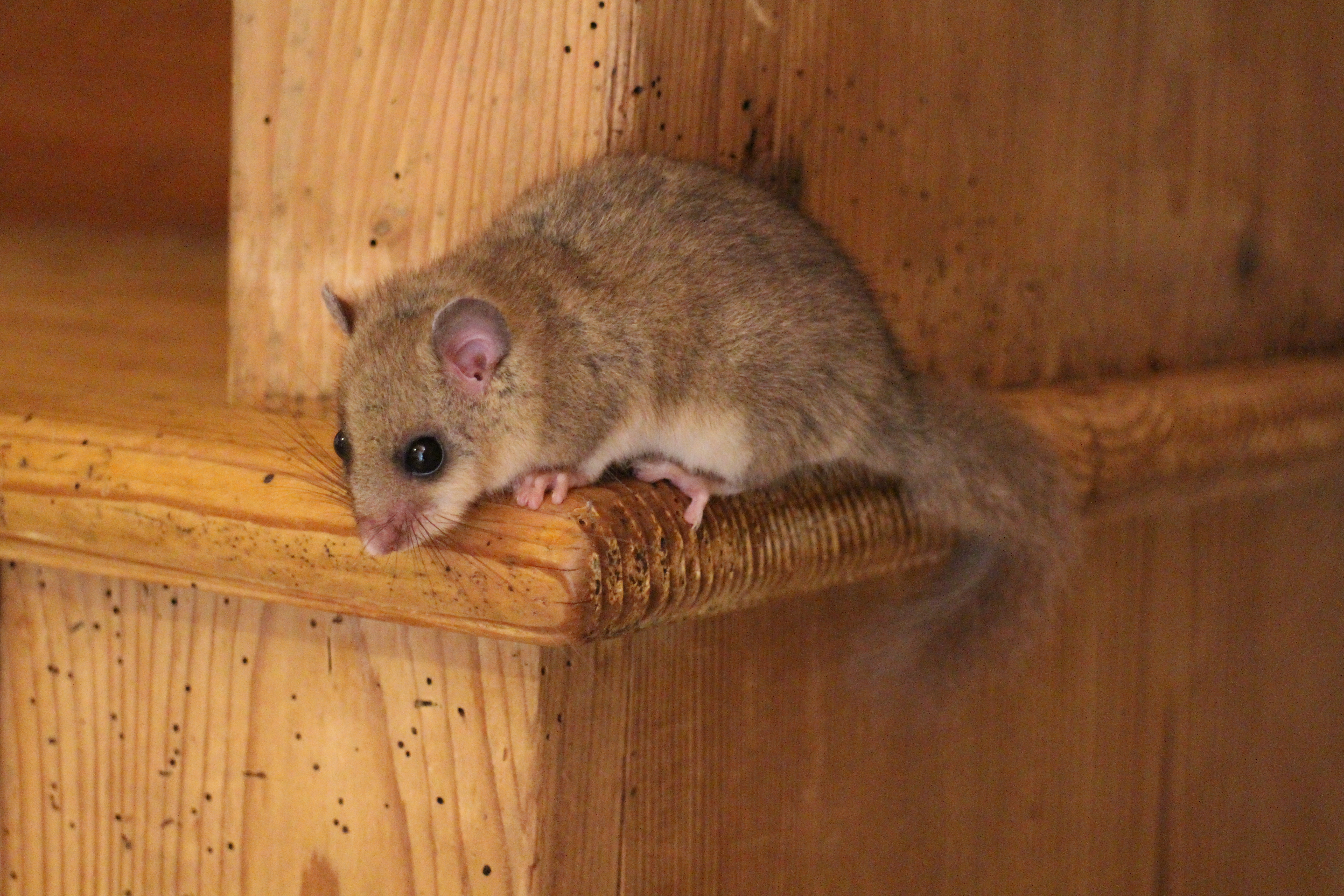
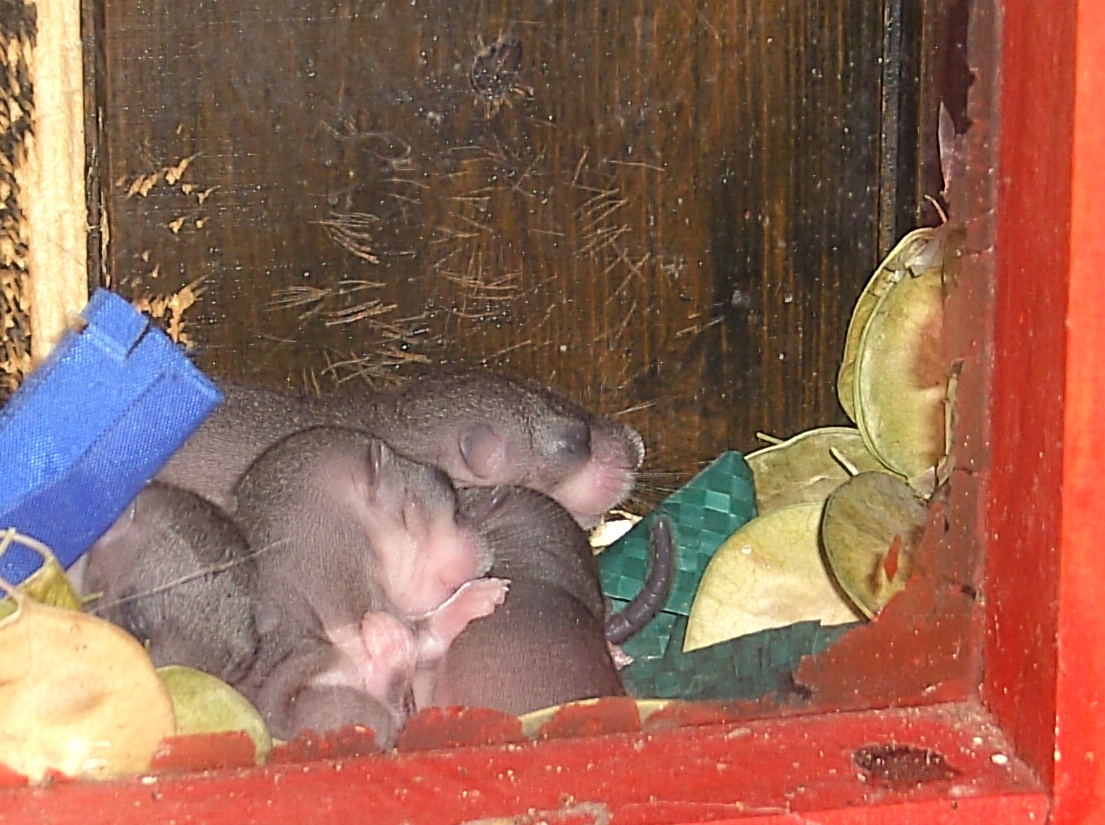
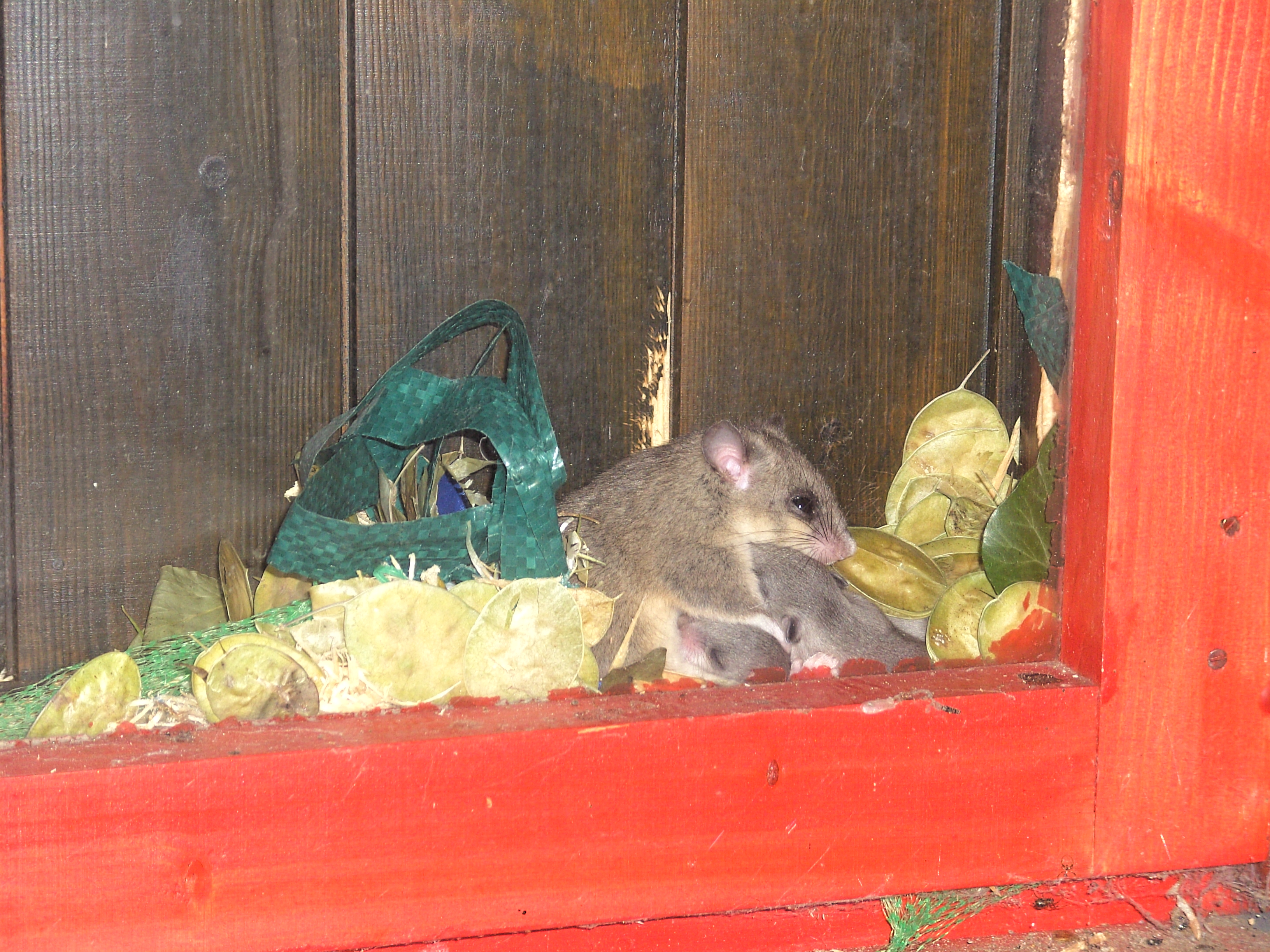
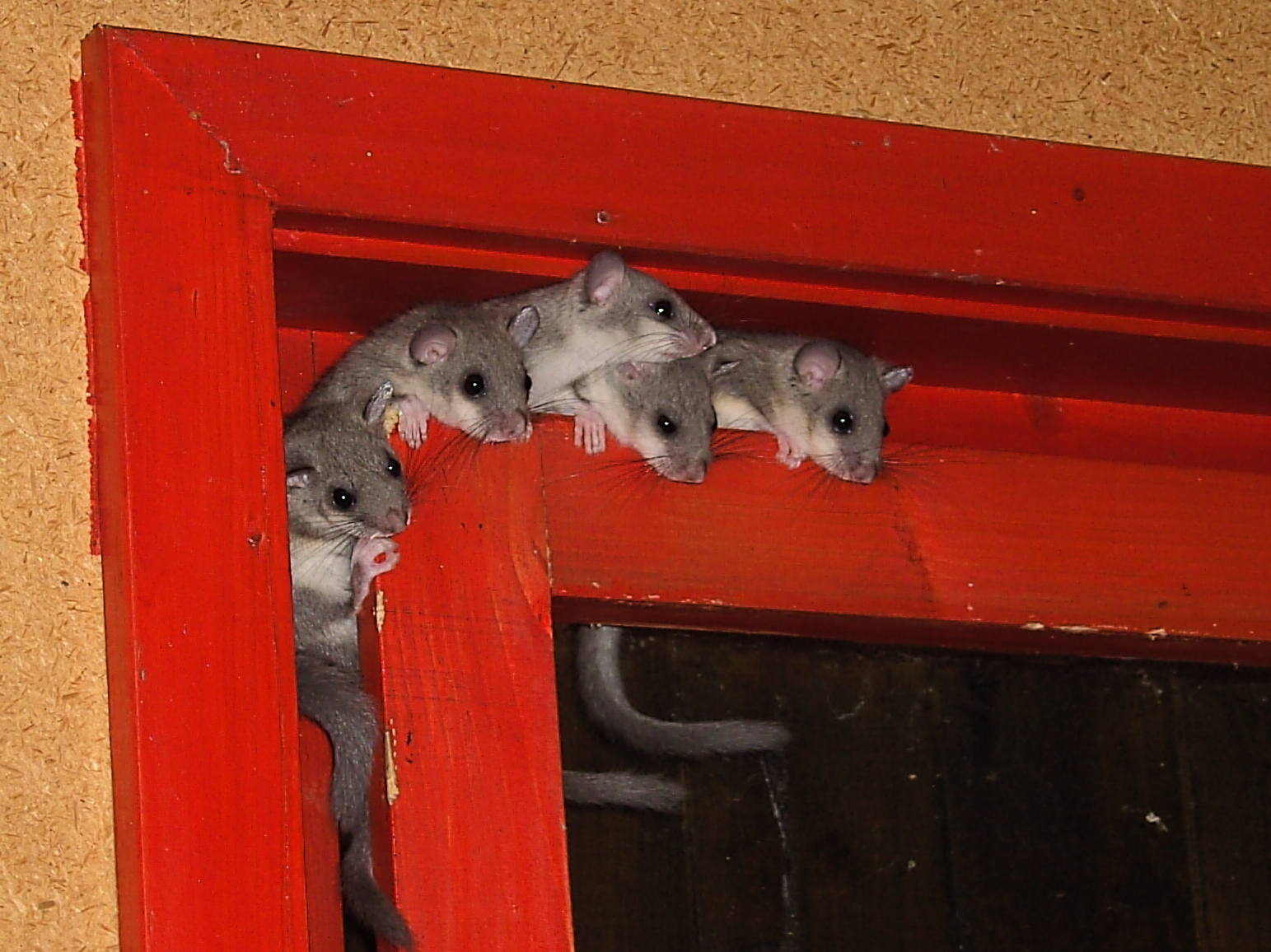